# Via Chiatamone

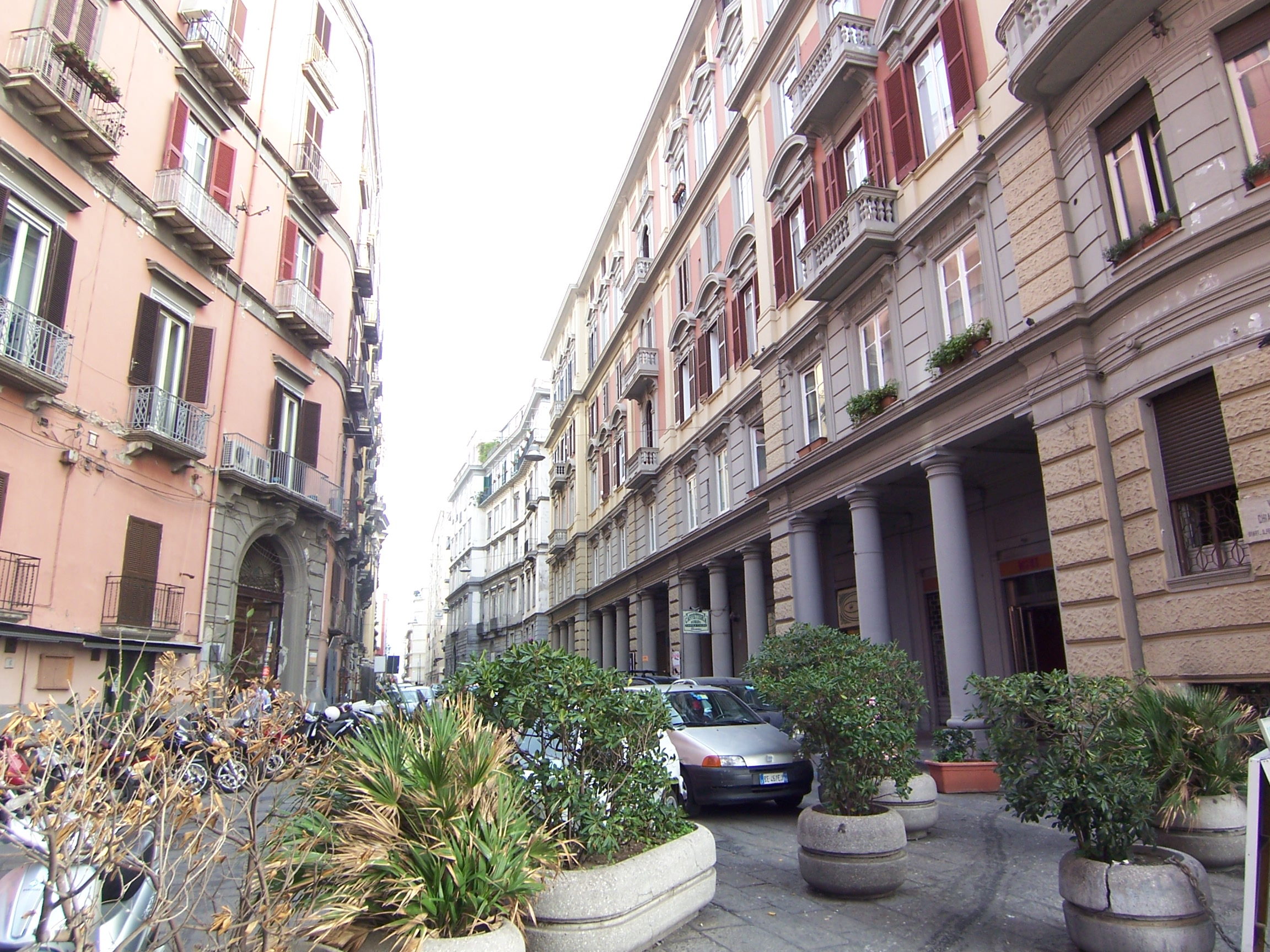
La Via Chiatamone.

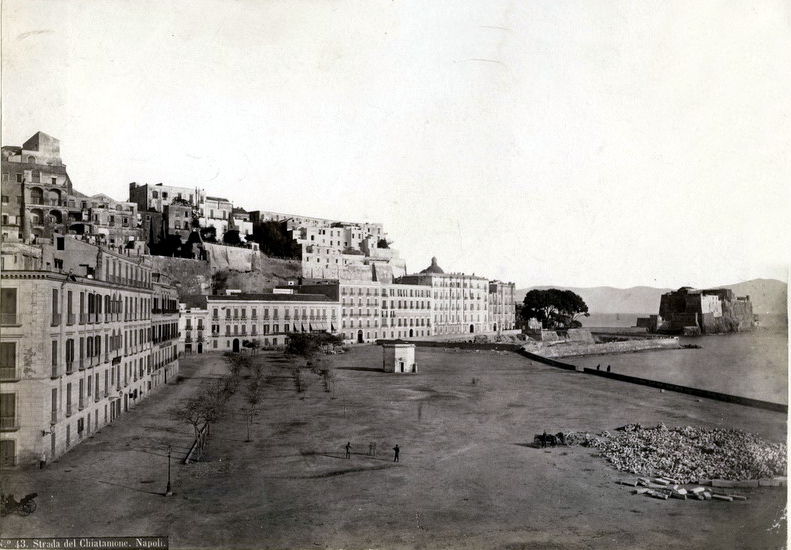
La Via Chiatamone en una fotografía del siglo xix, cuando se encontraba junto a la línea de costa.

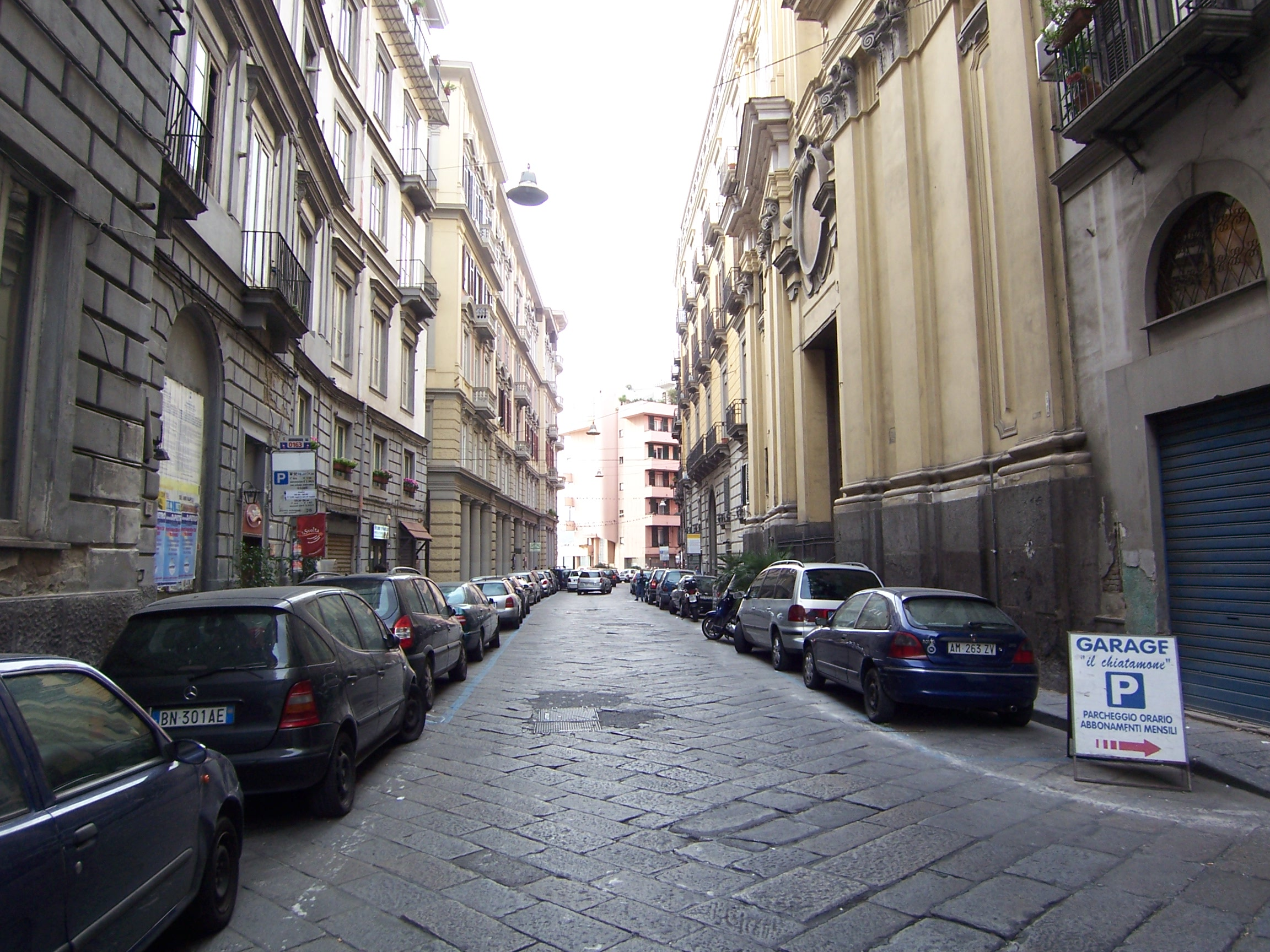
La Via Chiatamone; a la derecha la iglesia de la Concezione al Chiatamone.

La Via Chiatamone, también conocida simplemente como el Chiatamone, es una calle de Nápoles, Italia, situada en el Borgo Santa Lucia, entre el mar y la pared rocosa del monte Echia.

## Historia
Su nombre procede del griego platamon, que significa «roca excavada por cuevas»; el lugar ha estado habitado desde la época prehistórica. La zona se convirtió en sede de ritos mitraístas en la época clásica, de cenobitas en la Edad Media y de orgías en el siglo xvi. Estas últimas suscitaron un enorme escándalo, que hicieron que el virrey Pedro de Toledo las prohibiera.
En 1565 la orilla del mar fue rodeada por murallas, transformándose en un lugar de ocio señorial y más tarde, en los siglos posteriores, en zona predilecta para pasear. La singular promiscuidad entre plebeyos, aristócratas, militares y viajeros extranjeros hizo que mantuviera su carácter «escandaloso», que continuó impresionando a los extranjeros de todas las épocas.
A finales del siglo xix, con las obras del Risanamento, la cima del monte Echia fue redimensionada, mientras que las tierras ganadas al mar hicieron avanzar la línea de costa. La Via Chiatamone, antiguamente ancha y panorámica, que daba hacia amplias playas y estaba abierta a las vistas del golfo hasta el cabo Posillipo, se encuentra actualmente atrasada respecto del mar, y el actual paseo marítimo está constituido por la nuevas calles llamadas Via Nazario Sauro, Via Partenope y Via Caracciolo.
En la calle se encuentra la iglesia de la Concezione al Chiatamone, del siglo xvii, también llamada popularmente le Crocelle. En el número 7 de esta calle se encontraba la sede del periódico de la ciudad, el Roma; hasta 2018, en el número 65 se encontraba también la sede de Il Mattino hasta el traslado de esta última al Centro Direzionale di Napoli.

## La calle en la música
- Es citada en la canción Primma, siconda e terza de Gigi Pisano y E. A. Mario, conocida popularmente como 'O tram d''a Turretta (1932).
- La calle es nombrada también en la canción Io, mammeta e tu (1955) de Domenico Modugno y Riccardo Pazzaglia.
- El número 43 de la Via Chiatamone es citado en el canción de Enzo Jannacci Tira a campà (1976).

## La calle en la literatura
- La calle es citada por Giacomo Leopardi en la poesía I nuovi credenti, publicada en 1906.[4]
- En un suntuoso edificio de la calle está ambientado el relato de Matilde Serao Il delitto di Via Chiatamone (1908).